# Джордж Лерой Ірвін
Джордж Лерой Ірвін (англ. George LeRoy Irwin; 26 серпня 1868 — 18 лютого 1931) — американський військовик, генерал-майор артилерії.
Син бригадного генерала медицини Бернарда Джона Ірвіна, батько генерал-лейтенанта Стаффорда Лероя Ірвіна.

## Життєпис
Народився в родині військового медика.
У 1889 році закінчив Військову академію Сполучених Штатів і одержав чин другого лейтенанта артилерії.
Учасник Іспансько-американської та Філіппінсько-американської воєн, Другої окупації Куби.
Під час Першої світової війни він командував 41-ю піхотною дивізією у Франції, а пізніше — 66-ю, 2-ю та 57-ю польовими артилерійськими бригадами. Брав участь у Верденській битві, боях в Ельзасі. У 1917 році він командував 161-ю польовою артилерійською бригадою.
Після повернення до США, він був призначений до Артилерійської школи у Форт-Сілл, штат Оклахома.
У грудні 1930 року він захворів і разом з дружиною вирушив у подорож до Європи. Повертаючись додому, помер від дизентерії на борту італійського лайнера «Virgilio» в порту Порт-оф-Спейн острова Тринідад.
Похований на кладовищі військової академії США у Вест-Пойнт, штат Нью-Йорк.

## Нагороди
- Медаль «За видатні заслуги» армії США[1]
- Медаль «За заслуги в Іспанській війні» армії США
- Медаль «За Філіппінську кампанію» армії США
- Медаль «За примирення Куби» армії США
- Медаль Перемоги у Першій світовій війні (США)
- Орден Почесного легіону (Франція)
- Круа-де-Герр (Франція)

## Вшанування пам'яті
Його ім'ям названо Національний тренувальний центр армії США «Форт Ірвін».